# Кодд, Эдгар
Эдгар Франк «Тед» Кодд (англ. Edgar Frank Codd; 23 августа 1923 — 18 апреля 2003) — британский учёный, работы которого заложили основы теории реляционных баз данных.
Работая в компании IBM, он создал реляционную модель данных. Он также внёс существенный вклад в другие области информатики.

## Биография
Родился в Портланде (Дорсет) в Англии. Его отец был производителем кожи, а его мама была учительницей. Обучался математике и химии в Оксфордском университете (Exeter College).
Во время Второй мировой войны служил пилотом в военно-воздушных силах.
В 1948 переехал в Нью-Йорк, чтобы работать в IBM как математик-программист.
В 1953, из-за преследований со стороны сенатора Джозефа Маккарти, Кодд переехал в Оттаву (Канада).
В 1963 он вернулся в США и получил докторскую степень по информатике и вычислительной технике в Университете Мичигана, Ann Arbor).
В 1965 он переехал в Сан-Хосе (Калифорния), чтобы работать в Альмаденском Исследовательском Центре IBM.
В 60-х — 70-х годах он работал над своими теориями хранения данных. В 1970 издал работу «A Relational Model of Data for Large Shared Data Banks», которая считается первой работой по реляционной модели данных.
Кодд продолжил разрабатывать и расширять реляционную модель. В его честь названа одна из нормальных форм (нормальная форма Бойса — Кодда).
В начале 80-х реляционная модель начала входить в моду. Борясь с недобросовестными поставщиками СУБД, которые утверждали, что их устаревшие продукты поддерживают реляционную технологию, Кодд опубликовал «12 правил Кодда», описывающие, что должна содержать реляционная СУБД. Его борьба коснулась языка SQL, который Кодд считал неправильной реализацией теории. Это делало его положение в IBM достаточно тяжелым, так как та поставляла продукты, основанные на SQL. Он покинул IBM и организовал вместе с Кристофером Дейтом и несколькими другими людьми собственную консалтинговую компанию.
Кодд ввёл в оборот термин OLAP и написал 12 законов аналитической обработки данных. Он также занимался клеточными автоматами.
В 1976 Кодд получил почетное звание IBM Fellow. В 1981 он получил премию Тьюринга.
В 2002 журнал Forbes поместил реляционную модель данных в список важнейших инноваций последних 85 лет.
Эдгар Ф. Кодд умер от сердечного приступа у себя дома во Флориде на острове Вильямс в возрасте 79 лет 18 апреля 2003. У него было четверо детей и шесть внуков.

## Публикации
- Codd, E.F. A Relational Model of Data for Large Shared Data Banks (англ.) // Communications of the ACM : journal. — 1970. — Vol. 13, no. 6. — P. 377—387. — doi:10.1145/362384.362685. (перевод на русский М. Р. Когаловского)
- Codd, E.F. Relational Completeness of Data Base Sublanguages (неопр.) // Database Systems. — 1970. — С. 65—98.
- Codd, E.F. The Relational Model for Database Management (англ.). — Version 2. — Addison Wesley Publishing Company, 1990. — ISBN 0-201-14192-2.
- Codd, E.F.; Codd S.B. and Salley C.T.: . Providing OLAP to User-Analysts: An IT Mandate (1993). Архивировано 27 августа 2011 года.
- Codd, E.F. 1981 Turing Award Lecture - Relational Database: A Practical Foundation for Productivity (9 ноября 1981). Архивировано 27 августа 2011 года.